# Bill Oddie
William Edgar Oddie OBE (nacido el 7 de julio de 1941) es un actor, artista, ornitólogo, cómico, conservacionista, músico, compositor, presentador de televisión y escritor inglés. Fue miembro del trío cómico The Goodies.
Observador de aves desde su infancia en Quinton, Birmingham, Oddie se ha labrado una reputación como naturalista, conservacionista y presentador de televisión sobre temas relacionados con la vida salvaje. Algunos de sus libros están ilustrados con sus propias pinturas y dibujos. Entre sus programas sobre la vida salvaje para la BBC figuran Springwatch y Autumnwatch, How to Watch Wildlife, Wild in Your Garden, Birding with Bill Oddie, Britain Goes Wild with Bill Oddie y Bill Oddie Goes Wild.

## Primeros años
Oddie nació el 7 de julio de 1941 en Rochdale, Lancashire, pero se trasladó a Birmingham a una edad temprana; su padre era contable jefe adjunto en la Midlands Electricity Board. A su madre le diagnosticaron esquizofrenia y, durante la mayor parte de su juventud, vivió en un hospital. Estudió en la Lapal Primary School, en la Halesowen Grammar School (actualmente The Earls High School, Halesowen) y en la King Edward's School, Birmingham, un colegio masculino de subvención directa, donde fue capitán del equipo de rugby union. Posteriormente estudió literatura inglesa en el Pembroke College, Cambridge.

## Carrera profesional

### Comedia
Durante su estancia en la Universidad de Cambridge, Oddie participó en varias producciones del Footlights Club. Una de ellas, una revista llamada A Clump of Plinths, tuvo tanto éxito en el Festival Fringe de Edimburgo que fue rebautizada como Cambridge Circus y trasladada al West End de Londres, luego a Nueva Zelanda y a Broadway en septiembre de 1964. Mientras tanto, todavía en Cambridge, Oddie escribía guiones y aparecía brevemente en el programa de televisión That Was the Week That Was.
En 1964 apareció en la serie de televisión On The Braden Beat, de Bernard Braden. Posteriormente, fue uno de los principales intérpretes de la serie radiofónica de la BBC I'm Sorry, I'll Read That Again, en la que aparecían muchas de sus composiciones musicales. Algunas se publicaron en el álbum Distinctly Oddie (Polydor, 1967). Fue uno de los primeros intérpretes en parodiar una canción de rock, arreglando la canción folk tradicional de Yorkshire "On Ilkla Moor Baht'at" al estilo de la exitosa versión de Joe Cocker de "With a Little Help from My Friends" de los Beatles(publicada en Dandelion Records de John Peel en 1970 e incluida en la caja especial de Peel de los sencillos más preciados), y cantando "Andy Pandy" al estilo de una canción soul descarada como las que podrían interpretar Wilson Pickett o Geno Washington. En muchos espectáculos hacía pequeñas imitaciones de Hughie Green.
En televisión, Oddie fue coguionista e intérprete de la serie cómica Twice a Fortnight, con Graeme Garden, Terry Jones, Michael Palin y Jonathan Lynn. Más tarde fue coguionista e intérprete en la serie cómica Broaden Your Mind, con Tim Brooke-Taylor y Graeme Garden, de la que se convirtió en miembro del reparto de la segunda serie.
Oddie, Brooke-Taylor y Garden coescribieron y actuaron en la serie cómica de televisión The Goodies (1970-1982). The Goodies también publicaron discos, entre ellos "Father Christmas Do Not Touch Me"/"The In-Betweenies", "The Funky Gibbon" (coescrito por Oddie con Dave MacRae) y "Black Pudding Bertha", que fueron sencillos de éxito en 1974-75. Se reunieron brevemente en 2005 para una exitosa gira de 13 fechas por Australia.
Oddie, Brooke-Taylor y Garden pusieron voz a los personajes del programa infantil animado Bananaman de 1983.
En el programa de Amnistía Internacional A Poke in the Eye (With a Sharp Stick), Oddie, Brooke-Taylor y Garden cantaron su éxito "Funky Gibbon". También aparecieron en Top of the Pops con la canción. Junto con Garden (que es médico titulado), Oddie coescribió muchos episodios de la serie cómica de televisión Doctor in the House, incluida la mayor parte de la primera temporada y toda la segunda. Ha aparecido ocasionalmente en el concurso de la BBC Radio 4 I'm Sorry I Haven't a Clue, en el que participan Garden y Brooke-Taylor. En 1982, Garden y Oddie escribieron, aunque no actuaron, una comedia de ciencia ficción de seis capítulos titulada Astronauts para Central e ITV. La serie se desarrollaba en una estación espacial internacional en un futuro próximo.

### Historia natural
El primer trabajo publicado de Oddie fue un artículo sobre la avifauna del embalse Bartley de Birmingham en el informe anual de 1962 del West Midland Bird Club (Se le cita por primera vez en el informe de 1956, en el que los informes de sus observaciones de aves llevan sus iniciales "WEO". Desde entonces ha escrito varios libros sobre aves y observación de aves, así como artículos para muchas publicaciones especializadas, como British Birds, Birdwatching Magazine y Birdwatch.
En agosto de 1973 habló con Derek Jones sobre grabaciones de cantos de pájaros en un programa de Radio 4 de la BBC titulado Sounds Natural (Sonidos naturales).
En otoño de 1976, Oddie participó en la identificación del primer registro británico de escribano palustre en Fair Isle, Shetland.
Una de las primeras incursiones de Oddie en el mundo de la historia natural en televisión fue como invitado en el programa Animal Magic, en diciembre de 1977. Otra de sus primeras apariciones radiofónicas sobre historia natural fue en octubre, como invitado en el programa Through My Window de Radio 4, en el que hablaba de las aves de Hampstead Heath.
El 30 de julio de 1985, fue el protagonista de un especial de 50 minutos de Nature Watch: Bill Oddie - Bird Watcher, en el que fue entrevistado por Julian Pettifer en lugares donde había pasado tiempo observando aves, como Bartley Reservoir, la Christopher Cadbury Wetland Reserve en Upton Warren, RSPB Titchwell Marsh y Blakeney Point.
Desde entonces, Oddie ha presentado con éxito varios programas sobre la naturaleza para la BBC, muchos de ellos producidos por Stephen Moss, entre los que se incluyen:
- The Great Bird Race (1983; Channel 4)

- The Great Kenyan Bird Safari (BBC)

- Paseos favoritos:

- "A Bird Walk" (1985; BBC; rodado en Fair Isle)

- Worldwise: "The Bird Business" (1985; Channel 4)

- Oddie in Paradise (1985; BBC)

- Fines de semana salvajes (TV AM)

- Vuelo a Eilat (Channel 4)

- Bird in the Nest (dos series, 1994 y 1995)

- Birding with Bill Oddie (tres series, 1997, 1998 y 2000)

- Bill Oddie Goes Wild (tres series, 2001, 2002 y 2003)

- Wild in Your Garden (2003)

- Gran Bretaña en estado salvaje (2004)

- Bill Oddie en el país de los tigres (2004)

- Bill Oddie's How to Watch Wildlife (dos series, 2005 y 2006; también en DVD)

- Siete maravillas naturales (edición londinense) (2005)

- La verdad sobre los dinosaurios asesinos (2005; también en DVD)

- Springwatch (2005-2008)

- Autumnwatch (2006-2008)

- Bill Oddie de vuelta en EE.UU. (2007)

- Bill Oddie's Top Ten Birds (2007; BBC Four)

- 100 años de vida salvaje (2007)

- El lado salvaje de Bill Oddie (2008)

- Los 10 mejores de Bill Oddie (2008)

La primera emisión, en 2004, de Britain Goes Wild estableció un récord para su franja horaria de las 20.00 horas en BBC Two de 3,4 millones de espectadores, un millón más que el programa de Channel 4 que se emitía a esa hora. Britain Goes Wild, rebautizado Springwatch al año siguiente, se convirtió en un fenómeno de difusión de la vida salvaje, atrayendo a más de 4 millones de espectadores.
En 1999 se convirtió en presidente del West Midland Bird Club, tras haber sido vicepresidente desde 1991, y es antiguo miembro del consejo de la RSPB. Oddie también es presidente de la Liga contra los Deportes Crueles y vicepresidente del British Trust for Conservation Volunteers. Ejerció como anillador de aves, pero dejó caducar su licencia.
En 2003, Oddie organizó una media maratón para recaudar fondos para varias organizaciones benéficas dedicadas a la conservación de la naturaleza en Rochdale, su ciudad natal. Entre los famosos que han participado en el evento se encuentran Ray Mears, Katherine Jenkins y Hugh Fearnley-Whittingstall.
En 2011, Oddie actuó como investigador en Snares Uncovered: killers in the countryside (Trampas al descubierto: asesinos en el campo), una película sobre la caza con lazos en Escocia encargada por la organización benéfica OneKind, dedicada a la protección de los animales. Durante la investigación, Oddie descubrió más de 70 lazos y varios pozos fétidos.

### Música
Oddie compuso música original en la Universidad de Cambridge para los Footlights y más tarde escribió canciones cómicas para I'm Sorry, I'll Read That Again. También escribió varias canciones cómicas para The Goodies, la mayoría de las cuales también interpretó.
En los años sesenta y principios de los setenta, Oddie publicó varios sencillos y al menos un álbum. Uno de los primeros, publicado en 1970 en el sello Dandelion Records de John Peel(nº de catálogo: 4786), fue "On Ilkla Moor Baht ”at" interpretada al estilo de "With a Little Help from My Friends" de Joe Cocker. La cara B, "Harry Krishna", incluía el canto Hare Krishna, sustituido por los nombres de personajes famosos contemporáneos llamados Harry, como Harry Secombe, Harry Worth, Harry Lauder y Harry Corbett, así como juegos de palabras como "Harry (Hurry) along now" y "Harrystotle (Aristotle)" y terminando con "Harry-ly (I really)must go now". Ambos temas aparecen en el CD recopilatorio Life Too, Has Surface Noise: The Complete Dandelion Records Singles Collection 1969-1972 (2007). En 1966 fue acreditado como vocalista de Spencer's Washboard Kings en "Five Feet Two" (Rayrick LCR1001a). La vocalista de la cara B de este single de 45 rpm, "If You Knew Susie", era Jean Hart, la futura esposa de Oddie.
Tocó la batería y el saxofón y apareció como Cousin Kevin en una producción de la ópera rock Tommy de The Who por la London Symphonic Orchestra y el English Chamber Choir en el Rainbow Theatre, Finsbury Park, Londres, el 13 y 14 de diciembre de 1973.
También ha contribuido con voces a un álbum de Rick Wakeman, Criminal Record.
Grabó un sencillo, "Superspike", con John Cleese y un grupo de atletas británicos, el "Superspike Squad", para financiar la asistencia de este último a los Juegos Olímpicos de Verano de 1976 en Montreal.Coprodujo el disco con Stephen Shane.
En 1986, Oddie participó en la producción de la English National Opera de la ópera cómica de Gilbert y Sullivan The Mikado, en la que interpretó el papel de Lord High Executioner, sustituyendo a Eric Idle. A principios de la década de 1990, Oddie fue DJ de la emisora de jazz londinense 102.2 Jazz FM.
En 2007, Oddie apareció en la serie de la BBC Play It Again. En el episodio intenta hacer realidad su sueño de convertirse en guitarrista de rock .
En noviembre de 2010, aceptó, junto con otros miembros de The Goodies, volver a lanzar su éxito de los años 70 "The Funky Gibbon" para recaudar fondos para el llamamiento Save the Gibbon de la Liga Internacional para la Protección de los Primates.

### Otros trabajos televisivos y de doblaje
Oddie apareció como el desventurado limpiacristales en la comedia de Eric Sykes The Plank en 1967.También presentó el programa de entretenimiento infantil en directo Saturday Banana (ITV/SouthernTelevision) a finales de la década de 1970.A finales de la década de 1980 fue presentador del programa Fax (un programa sobre "hechos") de la BBC.
En 1981, apareció como celebridad en el Teletón de Nueva Zelanda, presentado por TV1. Pone voz a Astérix en el doblaje británico de la película de animación de 1989 Astérix y el Gran Combate (una adaptación animada de los libros Astérix y el Gran Combate y Astérix y el Adivino, novelados como Operación Panorámix).
En 1992, participó como estrella invitada en un episodio de tres capítulos ambientado en Inglaterra de la serie de televisión estadounidense Married... with Children.
Puso voz al deshollinador en la película The Willows in Winter(1996).
En 1997 y 1998, apareció en el programa arqueológico Time Team, de Channel 4, mientras el equipo excavaba una villa romana en Turkdean, Gloucestershire.
Fue el presentador del programa diurno de la BBC History Hunt (en 2003), y ha aparecido en el drama sonoro Doctor Who and the Pirates.
En 2004, apareció en el primer episodio de la serie de la BBC Who Do You Think You Are, en el que investigaba su ascendencia.
En 2005, participó en Rolf on Art, el gran acontecimiento de Trafalgar Square, y en septiembre de ese año fue también un invitado célebre junto con Lynda Bellingham en el programa de ITV1 Who Wants to Be a Millionaire.
También opinó sobre 100 greatest cartoons en Channel 4 ese año, hablando de Tom y Jerry y de incidentes de dibujos animados como el sketch "Asses of Fire" en South Park: Bigger, Longer and Uncut.
En 2006, Oddie apareció en el programa de la BBC Never Mind the Buzzcocks, y también en el concurso de actualidad 8 out of 10 Cats. También fue la voz de muchos anuncios de B&Q en 2006/2007. El 25 de mayo de 2007, Oddie hizo un cameo en el nuevo programa de sketches de Ronni Ancona, Ronni Ancona & Co.
También en 2007, tres artistas pintaron cada uno un retrato de Oddie, como parte del programa de la BBC Star Portraits with Rolf Harris. Uno de los artistas, Mark Roscoe, reveló más tarde su aversión por Oddie, afirmando haber incluido insultos ocultos en su obra.
En 2007 presentó la serie genealógica My Famous Family, emitida por UKTV History. En 2008, Oddie participó como invitado en el programa especial de Jamie Oliver Jamie's Fowl Dinners, en el que habló sobre los pollos de corral.
También apareció en Would I Lie To You? en 2011, donde reveló que fue salvado de ahogarse por Freddy de la popular serie infantil Rainbow y Rod, Jane y Freddy mientras estaba de vacaciones en las Seychelles.

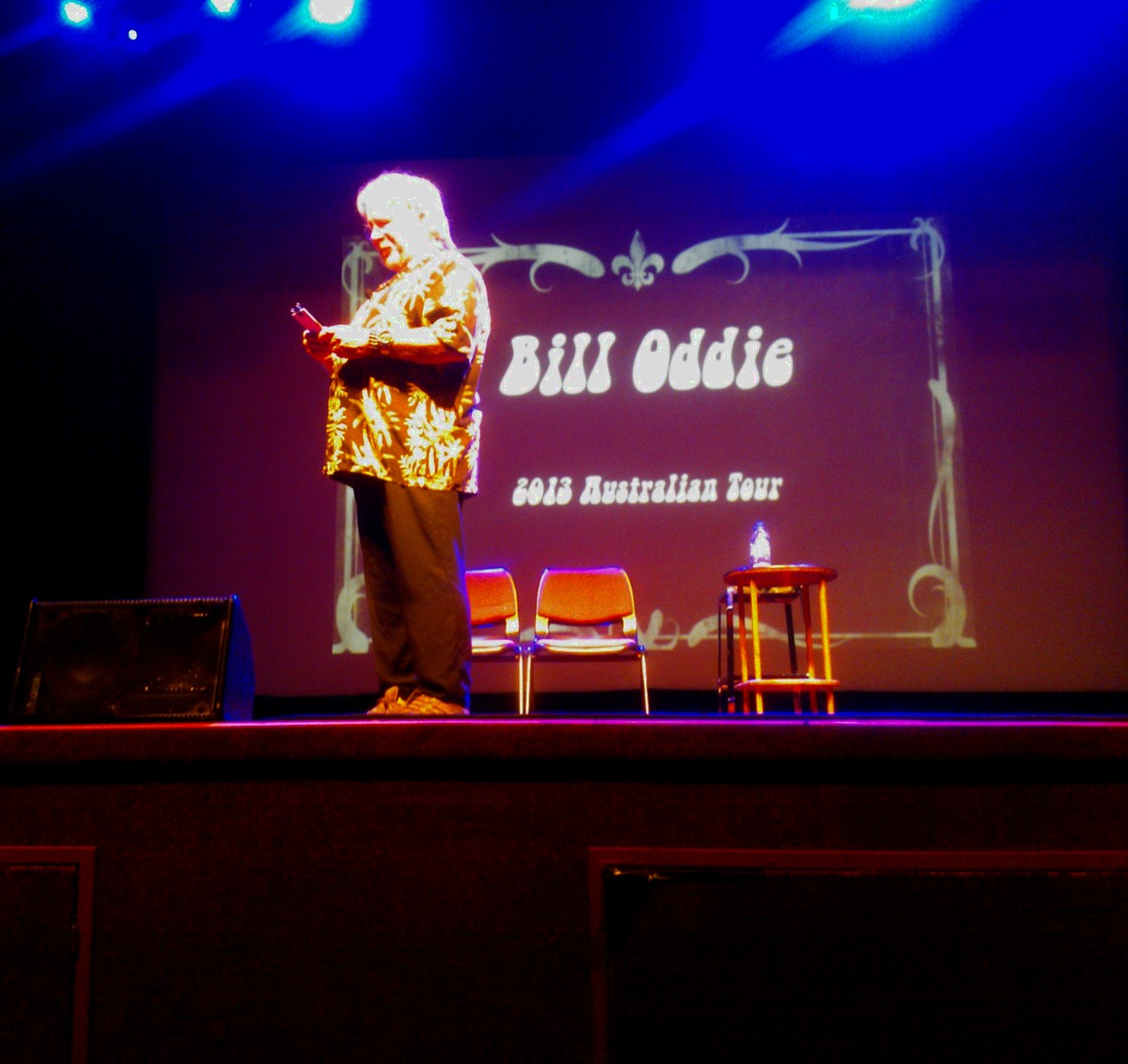
Oddie actuando en el Astor Theatre de Perth, Australia Occidental, 2013.

En febrero de 2015, Oddie apareció en The Keith Lemon Sketch Show como narrador del sketch Ed Sheeran Watch.
Apareció como concursante en una edición de famosos de Fifteen to One en agosto de 2015 y al mes siguiente apareció en Through the Keyhole.
Ha aparecido tres veces en el programa Pointless Celebrities, la aparición más reciente en 2016.
En 2017, apareció en tres episodios de The Real Marigold Hotel.
En 2018, apareció en el programa The Two Ronnies: In Their Own Words. En 2019, apareció en el programa The Inbetweeners: Fwends Reunited.
En 2020, Oddie apareció en el documental Celebrity Britain by Barge: Then & Now.

### Gira australiana de 2013
Oddie emprendió una gira australiana durante junio de 2013 por todas las capitales de los estados continentales -Brisbane, Sídney, Melbourne, Adelaida y Perth- en una serie de espectáculos puntuales, An Oldie but a Goodie. Durante las actuaciones se proyectó un mensaje en vídeo de Tim Brooke-Taylor y Graeme Garden. Oddie hizo apariciones personales en los programas de televisión The Project y Adam Hills Tonight durante la gira; también grabó un anuncio como invitado para el programa de vídeos musicales Rage, que se emite toda la noche, de la cadena ABC-TV.

## Vida privada

### Familia
En 1966, Oddie se casó con Jeanne Hart, y de este matrimonio tiene dos hijas, una de las cuales es la actriz Kate Hardie. La pareja se divorció más tarde.
En 1983, Oddie se casó con Laura Beaumont-Giles. La pareja ha trabajado en diversos proyectos para niños, como guiones cinematográficos, series dramáticas y de comedia, espectáculos de marionetas y libros. Tienen una hija, Rosie, nacida en octubre de 1985, y viven en Hampstead, al norte de Londres. Rosie Oddie es músico y también se hace llamar Rosie Bones.

### Salud mental
Oddie ha padecido depresión durante la mayor parte de su vida, antes de que en 2001 se le diagnosticara depresión clínica. En marzo de 2009 ingresó en el hospital psiquiátrico Capio Nightingale de Marylebone para recibir tratamiento. Su entonces agente, David Foster, dijo: "Bill tiene estos ataques cada dos o tres años en los que se deprime durante unas dos semanas y se recupera. A veces va al hospital, se toma un descanso o cambia de aires para recargar las pilas" En enero de 2010, Oddie habló con los medios de comunicación y reveló que, de hecho, había estado ingresado dos veces en distintos hospitales y que sólo le habían dado el alta “a tiempo para Navidad”. Afirmó que sufría depresión y trastorno bipolar, y describió el periodo como "probablemente los peores 12 meses de mi vida". Oddie declaró que planeaba reunirse con ejecutivos de la BBC para hablar de su regreso a la televisión.
Su enfermedad hizo que Oddie no apareciera en las series de 2009 y 2010 de Springwatch, aunque hizo una aparición como invitado en el penúltimo episodio de esta última. Posteriormente dijo que había sido despedido de Springwatch y que esto le había causado la enfermedad depresiva.
Oddie presentó el programa BBC Radio 4 Appeal el 10 de agosto de 2014 en nombre de la organización benéfica Bipolar UK. Reveló que, como consecuencia de su trastorno bipolar, había intentado suicidarse durante uno de sus episodios depresivos. En el programa de televisión británico Who Do You Think You Are? atribuyó su depresión y su trastorno bipolar de adulto a la mínima y dolorosa relación con su madre.

### Opiniones políticas
Oddie apoya al Partido Verde. En octubre de 2014, en el programa de la BBC Sunday Morning Live, declaró que quería un límite en el número de hijos que las familias británicas pueden tener, diciendo que estaba "muy a menudo avergonzado" de ser británico, llamándolos "una raza terrible".

## Distinciones
En 2002, Oddie se convirtió en la tercera persona en negarse a aparecer en This Is Your Life, pero cambió de opinión unas horas más tarde. El 16 de octubre de 2003, Oddie fue nombrado OBE por su servicio a la conservación de la vida salvaje en una ceremonia en el Palacio de Buckingham. Llevaba una camisa de camuflaje y una chaqueta arrugada para recibir su medalla. En junio de 2004, Oddie y Johnny Morris aparecieron juntos en la primera de las tres partes de la serie de la BBC Two The Way We Went Wild, sobre presentadores televisivos de vida salvaje. En mayo de 2005 recibió el premio Peter Scott Memorial Award de la Asociación Británica de Naturalistas (BNA), de manos de su presidente, David Bellamy, "en reconocimiento a su gran contribución a nuestra comprensión de la historia natural y la conservación" y la medalla de la RSPB.
El 30 de junio de 2009, se propuso su inclusión en el Paseo de las Estrellas de Birmingham, y se invitó al público a votar.

### Contribuciones
- Confesiones de un pajarero de Scilly, David Hunt; Croom Helm, 1985.

- ISBN 0-7099-3724-5 (prólogo y epílogo)

- Birds in the Yorkshire Museum, Michael Denton; North Yorkshire County Council, 1995. ISBN 0-905807-10-3 (prólogo)

- Bird Brain of Britain, Charles Gallimore & Tim Appleton; Christopher Helm, 2004. ISBN 0-7136-7036-3 (prólogo)

- Blokes and Birds, Stephen Moss; New Holland Publishers. ISBN 1-84330-484-8 (prólogo)

- The New Birds of the West Midlands, Graham y Janet Harrison (West Midland Bird Club, 2005) ISBN 0-9507881-2-0 (prólogo)[73]

## Discografía

### Álbumes
| Año  | Título           | Etiqueta | Cat No  |
| ---- | ---------------- | -------- | ------- |
| 1967 | Distinctly Oddie | Polydor  | 582 007 |

### Sencillos
| Año  | Lado-A                | Lado-B                 | Etiqueta       | Cat No    |
| ---- | --------------------- | ---------------------- | -------------- | --------- |
| 1964 | Nada mejor que hacer  | Isla de tráfico        | Parlophone     | R 5153    |
| 1965 | La canción del punto  | No tengo ritmo         | Parlophone     | R 5346    |
| 1966 | No puedo pasar        | Porque Ella Es Mi Amor | Parlophone     | R 5433    |
| 1969 | Jimmy Young           | Salida irlandesa       | Decca          | F 12903   |
| 1970 | On Ilkla Moor Baht'at | Harry Krishna          | Dandelion Epic | -         |
| 1976 | Superspike (Parte1)   | Superspike (Parte 2)   | Bradley's      | BRAD 7606 |

## En la cultura popular
En el mundo ficticio del personaje cómico Alan Partridge, Oddie es una presencia invisible en la vida de Alan, comprándole batas para Navidad y formando parte de una RSPB radicalizada. También ha sido mencionado, a menudo con humor, por los presentadores de Top Gear.